# Bruno Liberda

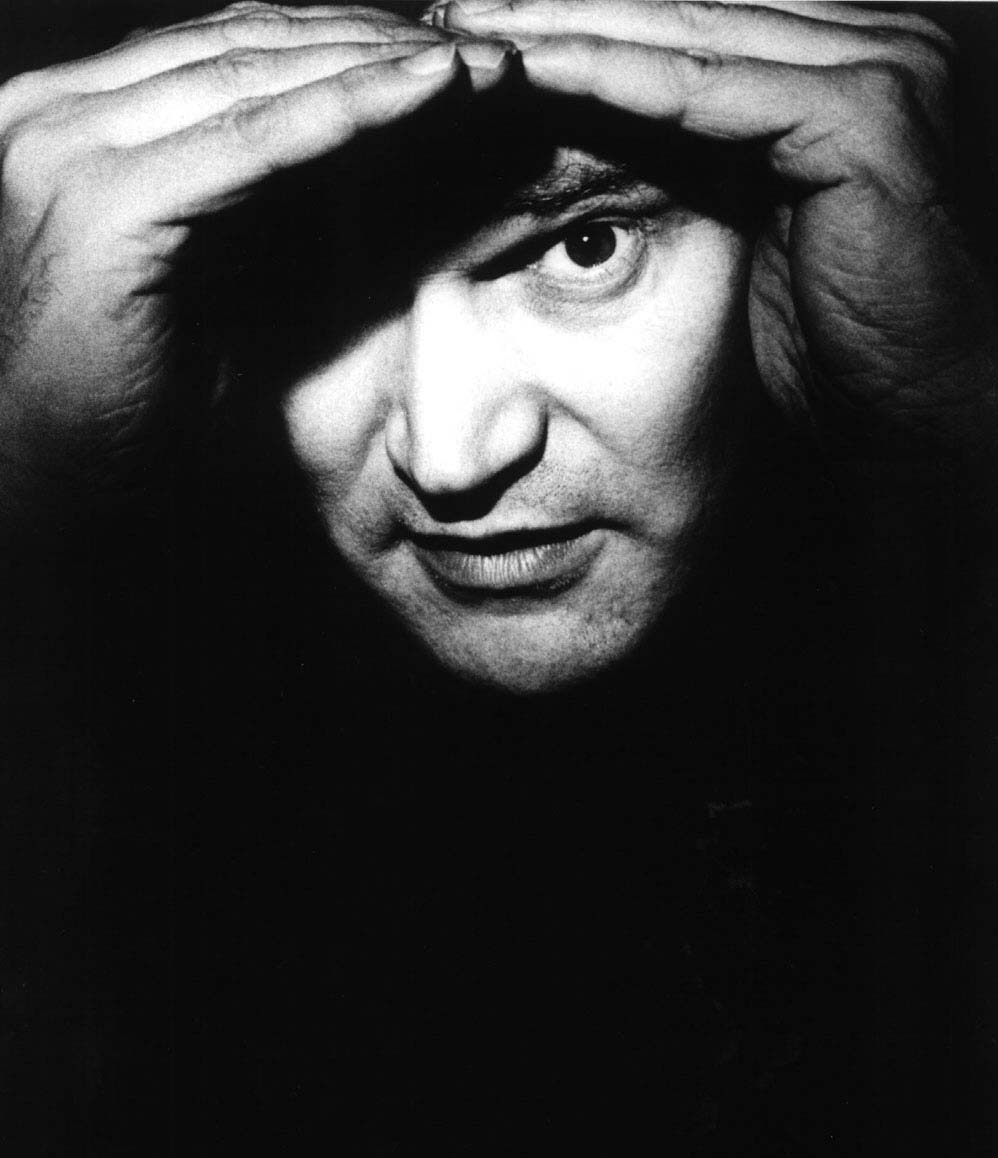
Bruno Liberda, 1998

Bruno Liberda (* 17. Februar 1953 in Mödling bei Wien) ist ein österreichischer Komponist.

## Leben
Liberda begann seine musikalische Ausbildung während der Gymnasialzeit bei Alfred Uhl an der heutigen Universität für Musik und darstellende Kunst Wien. Anschließend studierte er Komposition bei seinem wichtigsten Lehrer Roman Haubenstock-Ramati, Violoncello bei Tobias Kühne und elektroakustische Musik bei Dieter Kaufmann. Er erhielt Stipendien an mehreren europäischen Studios für elektronische Musik (arbeitet u. a. in Oslo am ersten Buchla-Hybridsynthesizer in Europa); Computermusikkurse an der Universität von Urbana-Champaign U.S.A., erhält zweimal das Rom Stipendium, Sandoz-Preis u. a. Auszeichnungen, lebte längere Zeit in London, Rom und New York.
Liberda lehrt elektronische Musik an der Universität für Musik und darstellende Kunst Wien. Gastvorlesungen hielt er in Griechenland (Ionische Universität), Holland (Berlage Institut Amsterdam), Frankreich (CCMIX Paris) und Rom.
Er schuf fünf Auftragsopern und drei Ballette und arbeitete an den Opernhäusern in Frankfurt, Bonn, Karlsruhe, Amsterdam u. a.; am Burgtheater Wien, Marstalltheater München, Piccolo Teatro di Milano, Bern, Berliner Ensemble, Wiener Konzerthaus, Concertgebouw Amsterdam, in Zürich, Rom, New York.
Liberda war der Erste, der mit Valse triste (1977) elektronische Musik an der Staatsoper Wien zur Aufführung brachte.

### Privates
Liberda ist verheiratet und hat eine Tochter. 2020 erschien das Buch Lila Lux, in dem Liberda aus männlicher Sicht die ersten 3 Lebensjahre seiner Tochter beschreibt. 

## Werke (Auswahl)
- 1974: Berenice[2]
- 1974: Albumblätter für die Toten[2]
- 1976: Ich hab mein Sach auf Nichts gestellt, Streichquartett[2]
- 1977: Ein trauerumflorter Tag sinkt aus den Glocken[2]
- 1978: Turn slowly, 2 Pianos[2]
- 1979: Songs for Mizzi Traktor, Neun graphische Blätter[2]
- 1979: … con variazioni, Klavier
- 1980: A se stesso, Tape music[3]
- 1982: Ein kleines Requiem, Tape music[3]
- 1982: Die, die Last des Himmels tragen, 60-st. Frauen- und Kinderchor[3]
- 1983: Sophisticated Atmosphere, Raummusik für Orchester und Blaskapellen
- 1985: Il solito, ma non troppo, Klavier
- 1985: Rest zweier tragischer Szenen, 2 Violoncelli[3]
- 1986: Kyrie, Chor und Kammerorchester
- 1986: Horoscopical Music, 8–16 Instrumente[3]
- 1986: 100 Ansichten vom Berge Fuji 3. Buch/2, Großes Orchester[3]
- 1986: 100 Ansichten vom Berge Fuji 1. Buch/1, Cel., Marima, Vibr., Klav.
- 1987: 100 Ansichten vom Berge Fuji 1. Buch/5, 7–11 Singstimmen[4]
- 1988: Good Feeling on Sunday Morning, 1 Klavier, 2 Spieler
- 1988: Streichquartett auf G und B[4]
- 1990: 100 Ansichten vom Berge Fuji 2. Buch/2, Tape Music[4]
- 1990: Capricci, Konzert für 6 Klaviere, Orchester und Tonband
- 1993: 100 Ansichten vom Berge Fuji 1. Buch/11, Stimme und live Elektronik
- 1994: Kleines Triptychon, Stimme und live Electronik[5]
- 1994: Nach(t)laut, Kammerensemble und Elektronik[5]
- 1995: In stiller Sonne, Klanginstallation für das Land Steiermark[5]
- 1996: Seven steps, Konzert für Klavier und Tonband[5]
- 1999: Getsemani2000, Klanginstallation
- 2001: un&sichtbar (in&visible), Ausstellung
- 2003: JETZT, mixed media[4]
- 2007: neunmal gefärbt, Klavier, mixed media[4]
- 2008: siebenmal gefärbt, Vorstudie zu Medea (2008)[4]
- 2010: a sphere of air is bound, Trompete und Live Elektronik[4]
- 2011: self portrait without self, Zither und Live Elektronik[4]
- 2011: die verbleibende zeit, Orgel(n) plus oder... Dauer: je nach Bedarf, min jedoch 666ʼʼ und max 666'
- 2011: wippen trippeln tänzeln ruhn, Klavier plus; Dauer: je nach Bedarf, min jedoch 13’ und max 57
- 2012: buddha cannot sit quietly anymore, Stimme, Obi-Gong und Live Elektronik
- 2013: where we meet (séance intime nr.2) für 3 Geräuschemacher auf sensiblen Oberflächen & live electronic; Dauer: 482'' oder viel länger
- 2014: gestus. geheimnis. weg, Raumklang für Aerophone in alter und neuer Stimmung plus live Elektronik, 6 bis 9 Musiker
- 2017: not scoring, modular synthisizers
- 2018: einstimmen, live electronic; Dauer: 16'
- 2019: schrei nach stille, für Solo und live Elektronik oder 4 – 7 SolistInnen, Dauer: so lange es anhält
- 2020: à la recherche des objets perdus, piano solo etc
- 2020: Ton aus Strom, mixed media
- 2020: Zähmung des Umstandes, 1-3 Holzbläser, Live Elektronik
- 2021: Umrisse der Leere, Solostimme und Live Elektronik
- 2022: still-kreisen-drehen-stehn / frieren die glockentöne am eingebildeten eis, Carillon und Live Elektronik
- 2024: L'aprés-midi im Stiegenhaus von Mozart, mixed media
- 2024: In den Fußstapfen der Hand, mixed media

Bühnenwerke
- Yerma, Ballett (1977)[4]
- Valse triste, Ballet (1978)[4]
- Das Ende des Kreises, Oper (1981)[4]
- Shambhala, Oper (1989)[4]
- The Northern Lights, Ballett (1991)[4]
- Wieso verschwindet Mozart auf der Reise nach Prag?, Oper (1999)[4]
- das kleine ei das detektivin werden wollte, kurze Oper (2007)[4]
- Celestina, Märchenoper (2009)[4]
- der alte Mann, der ‚warum‘ sagte (2010)